# Аверін Максим Вікторович
Макси́м Ві́кторович Аве́рін (нар. 26 листопада 1975, Москва, СРСР) — російський актор театру, кіно і телебачення, режисер кількох серій телесеріалу «Глухар. Повернення», телеведучий. Заслужений артист РФ (2014).
З 7 січня 2023 року перебуває під санкціями РНБО за антиукраїнську діяльність.

## Біографія
Народився 26 листопада 1975 року в місті Москва.
Батько працював на «Мосфільмі» художником-декоратором. У шестирічному віці дебютував на кіноекрані. Батько взяв його в знімальну експедицію до Махачкали, де знімався фільм «Пригоди графа Невзорова». Там хлопчику і довірили епізодичну роль. У тому епізоді широким планом знімали, як Максим танцював. У дев'ять років Максим уже грав у Театрі мініатюр, у виставі «Бранденбурзькі ворота», а паралельно навчався акторської майстерності у театральній студії при Будинку кіно.

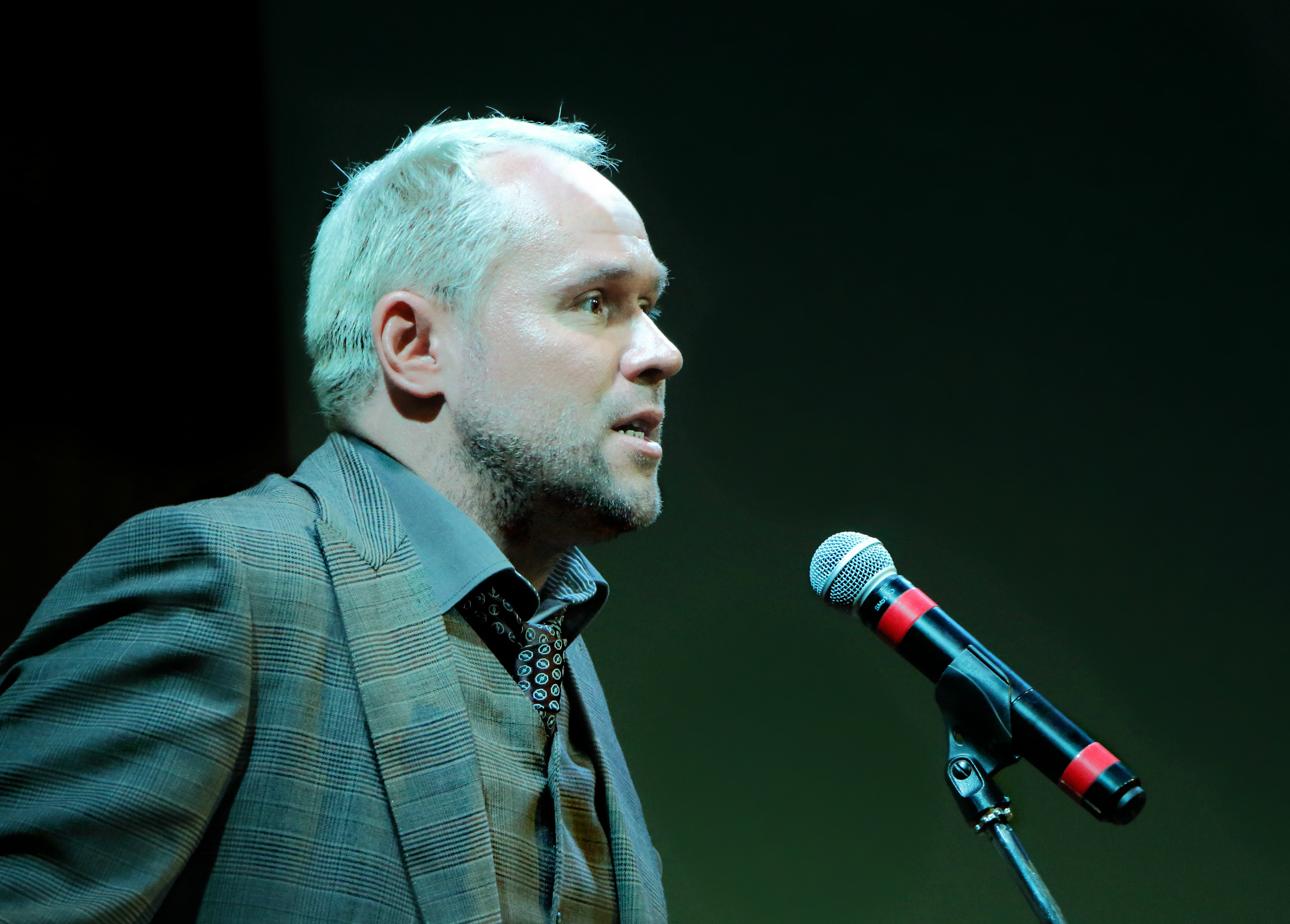
Благодійний концерт для дітей у травні 2016 року.

У 1997 році закінчив з червоним дипломом Вище театральне училище ім. Б. В. Щукіна при Державному академічному театрі ім. Е. Б. Вахтангова. Служив у театрі «Сатирикон» вісімнадцять років, пішов з театру в липні 2015 року.
З 1 червня 2018 року — актор Московського академічного театру сатири. Грає в антрепризах, знімається в кіно і на телебаченні.
У 2018 році був довіреною особою кандидата в мери Москви Сергія Собяніна.

## Санкції
Аверін Максим публічно закликав до агресивної війни, виправдовують і визнають законною збройну агресію Росії проти України, тимчасову окупацію території України. Максим Аверін є підсанкційною особою багатьох країн.

## Нагороди
- 2002 — лауреат Російської незалежної молодіжної премії «Триумф»
- 2005 — лауреат призу «Срібна підкова» IV щорічного російського кінофестивалю «Любити по-російськи» (за роль у фільмі «Магнітні бурі»)
- 2005 — лауреат премії Уряду РФ в галузі культури (за роль у фільмі «Магнітні бурі»)[5]
- 2006 — лауреат театральної премії «Чайка » у номінаціях «Злодій» і «Деякі люблять погарячіше» (за роль Едмонда у виставі «Король Лір»)
- 2011 — лауреат премії «ТЕФІ» за кращу чоловічу роль (в телесеріалі «Глухар. Продовження»)
- 2012 — лауреат народної премії «Телезірка» (Україна) у номінації «Улюблений актор-2011» (за роль в серіалі «Глухар. Повернення»)
- 2014 — Заслужений артист Російської Федерації.

## Ролі в театрі

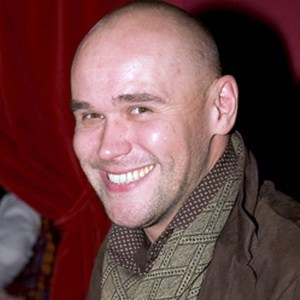
Максим Аверін, 2009 рік.

#### Театр «Сатирикон» імені Аркадія Райкіна
- «Приборкання», за п'єсою «Приборкання норовливої» — Петруччіо
- «Лондон Шоу», за п'єсою «Пігмаліон» Б. Шоу — Генрі Хіггінс
- «Річард III», В. Шекспір — Кларенс, Едвард, герцогиня Йоркська
- «Король Лір», В. Шекспір — Едмонд
- «Прибуткове місце», А. Островський — Арістарх Владімірич Вишневський
- «Тополі і вітер», Ж.Сіблейрас — Рене
- «Кьоджинські перепалки», К. Гольдоні — Падрон Тоні
- «Тригрошова опера», Б. Брехт — учасник групи захоплення
- «Гамлет», В. Шекспір — Марцелл
- «Лев узимку», Дж. Голдмен — Джон Безземельний
- «Шантеклер», Е. Ростан — Кіт, Заєць, Гусак, Іноземний півень
- «Гедда Габлер», Р. Ібсен — Йорген Тесман
- «Макбетт», Е. Йонеско — Банко
- «Маскарад», М. Лермонтов — Арбенін, Казарін
- «Смішні гроші», Р. Куні — Віктор Джонсон

#### Антрепризи
- «Ромео і Джульєтта», В. Шекспір, продюсерський центр «Глобус» — Меркуціо
- «Облом OFF», за романом «Обломов» В. Гончарова, Центр драматургії і режисури А.Казанцева і М.Рощина — Штольц
- «В. О.» за п'єсою С. Ларссона, Центр драматургії і режисури А.Казанцева і М.Рощина — Ханс
- «Дід Мороз — мерзотник», Незалежний театральний проект — Каті
- «Портрет. Частина I», за повісттю Н. Гоголя, Державний музей А. С. Пушкіна — Чартков
- «Щиро, без купюр», творчий вечір
- «Все починається з любові…», моновистава, АНО «Театральний марафон»
- «Тріада»/«Інші», за п'єсою «За зачиненими дверима» Ж.-П. Сартра — Гарсен
- «Все про чоловіків», за п'єсою М. Гаврана, театральна компанія «Вільна сцена» — Зокі, Батько, Макс, Роберт
- «Життя моє — кінематограф», творчий вечір
- «Отелло», В. Шекспір, театральна компанія «Вільна сцена» — Отелло

#### Московський Академічний Театр Сатири
- 2018 — «Опера жебраків», за мотивами п'єси Джона Гея «Опера жебрака», постановка А. Прикотенко (спільний проект Театру Сатири і ТОВ «Сценарій»)
- 2019 — «Платонов», по однойменній п'єсі А. П. Чехова, реж. П. Сафонов — Михайло Васильович Платонов

## Фільмографія

### Акторські роботи
| Рік  |    | Назва                                 | Роль                                                                                     |    |
| ---- | -- | ------------------------------------- | ---------------------------------------------------------------------------------------- | -- |
| 1998 | ф  | Любов зла                             | Корабельников                                                                            | ру |
| 2000 | с  | Марш Турецького. Нашийники для вовків | бандит                                                                                   | ру |
| 2001 | тф | Новорічні пригоди                     | Жора                                                                                     | ру |
| 2002 | с  | Очі Ольги Корж                        | Антон                                                                                    | ру |
| 2003 | ф  | Магнітні бурі                         | Валерій                                                                                  | ру |
| 2003 | с  | Ангел на дорогах                      | Роман                                                                                    | ру |
| 2003 | с  | Вогнеборці                            | Денис Рогозін                                                                            | ру |
| 2004 | с  | Місце під сонцем                      | Гліб Калашніков                                                                          | ру |
| 2005 | с  | Доктор Живаго                         | людина-кущ                                                                               | ру |
| 2005 | с  | Карусель                              | Олег Корнєєв                                                                             | ру |
| 2005 | ф  | Місто без сонця                       | Єгор                                                                                     | ру |
| 2005 | с  | Казароза                              | Варанкіна                                                                                | ру |
| 2006 | с  | Запасний інстинкт                     | Арсеній Троєпольський                                                                    | ру |
| 2006 | ф  | Азіріс Нуна                           | Шидлов                                                                                   | ру |
| 2006 | с  | Мертвий. Живий. Небезпечний           | Стьопа                                                                                   | ру |
| 2006 | ф  | Котячий вальс                         | Мурз, кіт                                                                                | ру |
| 2007 | тф | Любов одна                            | Денис Шумський                                                                           | ру |
| 2007 | тф | Варварині весілля                     | Юсуп Бекіров                                                                             | ру |
| 2007 | тф | Любов Аврори                          | Клим Громов                                                                              | ру |
| 2007 | ф  | Кілька простих бажань                 | Павло                                                                                    | ру |
| 2007 | тф | Люблю тебе до смерті                  | Тимур                                                                                    | ру |
| 2008 | с  | Далі буде                             | Віктор Максимов                                                                          | ру |
| 2008 | с  | Глухар (1 сезон)                      | Сергій Вікторович Глухарьов, капітан юстиції                                             | ру |
| 2009 | тф | Приходь, Новий рік!                   | Сергій Вікторович Глухарьов, капітан юстиції                                             | ру |
| 2009 | с  | Глухар: продовження (2 сезон)         | Сергій Вікторович Глухарьов, капітан юстиції                                             | ру |
| 2009 | с  | Безмовний свідок 3                    | Денис Качаев                                                                             | ру |
| 2010 | тф | Глухар. Знову Новий!                  | Сергій Вікторович Глухарьов, майор юстиції                                               | ру |
| 2010 | с  | Глухар: повернення (3 сезон)          | Сергій Вікторович Глухарьов, майор юстиції                                               | ру |
| 2010 | ф  | Глухар в кіно                         | Сергій Вікторович Глухарьов, майор юстиції                                               | ру |
| 2010 | с  | Інтерни (60 серія)                    | Максим Аверін (камео)                                                                    | ру |
| 2010 | с  | Погоня за тінню (5 серія)             | Сергій Вікторович Глухарьов, майор юстиції, начальник слідчого відділу ОВС «П'ятницький» | ру |
| 2010 | с  | Спроба Віри                           | Олег                                                                                     | ру |
| 2011 | тф | Знову Новий!                          | Камео (Максим Аверін / Глухарьов)                                                        | ру |
| 2011 | ф  | Жила-була одна баба                   | Олександр                                                                                | ру |
| 2011 | с  | Повернення додому                     | Гліб Бєлов                                                                               | ру |
| 2011 | с  | Фурцева. Легенда про Катерину         | Петро Битков                                                                             | ру |
| 2011 | тф | Служу Радянському Союзу!              | Михайло Донцов                                                                           | ру |
| 2012 | с  | Скліфосовський                        | Олег Михайлович Брагін                                                                   | ру |
| 2012 | с  | Людина-приманка                       | Геннадій Верещагін                                                                       | ру |
| 2013 | с  | Скліфосовський 2                      | Олег Михайлович Брагін                                                                   | ру |
| 2013 | с  | 'Горюнов'                             | 'Павло Павлович Горюнов, капітан першого рангу / контр-адмірал'                          | ру |
| 2014 | с  | Купрін. Яма                           | Георгій Степанович Желтков телеграфіст                                                   | ру |
| 2014 | с  | Скліфосовський 3                      | Олег Михайлович Брагін                                                                   | ру |
| 2015 | с  | Деффчонкі (93, 94 серії)              | в ролі самого себе, друг Сергія Звонарьова, ведучий на весіллі (93, 94 серії)            | ру |
| 2015 | с  | Скліфосовський 4                      | Олег Михайлович Брагін                                                                   | ру |
| 2016 | с  | Напарниці                             | Єгор / Матвій                                                                            | ру |
| 2016 | с  | Гастролери                            | Володимир (Вова) Сергійович Сабонеев / Вовас Сабоніс, старший брат Мішані                | ру |
| 2016 | ф  | Любов і Сакс                          | Сєва Корнет                                                                              | ру |
| 2017 | с  | Скліфосовський 5. Реанімація          | Олег Михайлович Брагін                                                                   | ру |
| 2018 | с  | Скліфосовський 6                      | Олег Михайлович Брагін                                                                   | ру |
| 2018 | с  | Дівчатка не здаються                  | Вадим (з 15-ї серії)                                                                     | ру |
| 2019 | с  | Скліфосовський 7                      | Олег Михайлович Брагін                                                                   | ру |
| 2019 | с  | 'Горюнов 2' (у виробництві)           | 'Павло Павлович Горюнов, капітан першого рангу / контр-адмірал'                          | ру |

### Режисерські роботи
- 2010 — Глухар. Повернення:

30 серія («Грань») 

31 серія («Спринт») 

39 серія («Скарга»)
40 серія («Ванна») 

## Музика

### Вокал
- «Де ж ви небом забуті» (т / с «Погоня за тінню»)
- «Бродяга» (т / с «Повернення додому»)
- «Шлях до тебе» (т / с «Повернення додому»)
- «Де знайти твої сліди» (т / c «Повернення додому»)
- «Щастя поруч» (т / с «Повернення додому»)
- «Мій старий друг»
- «Три крапки» [Архівовано 23 вересня 2010 у Wayback Machine.] (сольний альбом, спільно з Лорою Квінт)
- «Карусель» (т / с «Людина-приманка»)

### Дискографія
- 2013 — «Три крапки» (спільно з композитором Лорою Квінт)

## Телебачення
НТВ
- 2009 — Карнавальная ночь с Максимом Авериным
- 2010 — Необыкновенный концерт с Максимом Авериным
- 2010 — Марковна. Перезагрузка
- 2010 — Новогодняя ночь в деревне Глухарёво
- 2011 — Прощай, Глухарь!
- 2011 — Необыкновенный концерт с Максимом Авериным
- 2011 — Очень новый год
- 2016 — Киношоу

Перший канал (Росія)
- 2014—2017 — Точь-в-точь — член жюри
- 2014—2019 — Три аккорда — ведущий

MTV
- 2012 — Добрый вечер, животные!

ТРК Україна
- 2011 — Минута для победы/Хвилина для перемоги

Інтер Україна
- 2011 — Crimea Music Fest, Гала-концерт

## Телебачення+

### Музичні кліпи
- 1997 — Світлана Реріх — «Ладошки [Архівовано 21 листопада 2019 у Wayback Machine.]»
- Рік випуску 1996 — гурт «Браво» — «Этот город [Архівовано 11 вересня 2019 у Wayback Machine.]»

## Озвучка

### Комп'ютерні ігри
- WarFace — озвучка командування.